# Kevin Espinoza (futbolista)
Kevin José Espinoza Campos (Grecia, Alajuela, Costa Rica, 11 de febrero de 1997) es un futbolista costarricense que juega como defensa en el Club Sport Cartaginés de la Primera División de Costa Rica.

## Trayectoria

### C. S. Uruguay de Coronado
Kevin Espinoza debutó en la Primera División con el Uruguay de Coronado el 1 de noviembre de 2015, por la jornada 18 del Campeonato de Invierno contra Belén en condición de local. De la mano del entrenador argentino Martín Cardetti, el defensor fue titular con la dorsal «35» y completó la totalidad de los minutos en la derrota por 1-2.
Para el Campeonato de Verano 2016, Espinoza solamente obtuvo dos participaciones y se quedó fuera de convocatoria en las últimas diez jornadas donde el equipo fue dirigido por Ronald González. El 24 de abril el club terminó en la última casilla de la tabla acumulada y descendió a la segunda categoría.

### C. S. Herediano
A sus diecinueve años, tras vivir el primer revés de su carrera, fue rescatado por el Herediano y como ficha de los florenses se produjo el préstamo a Belén.

### Belén F. C.
Hizo su debut en el Campeonato de Invierno 2016 hasta el inicio de la segunda vuelta del 17 de septiembre, cuando enfrentó a Liberia en el Estadio Edgardo Baltodano y jugó los últimos once minutos del empate 2-2.
El 16 de abril de 2017, su equipo salvó la categoría en la última fecha del Campeonato de Verano, tras derrotar a Limón. Kevin tuvo escasa participación en la temporada con ocho presencias.

### Guadalupe F. C.
El conjunto de Belén cambió de nombre a partir de la temporada 2017-18 y pasó a llamarse Guadalupe. Tuvo su comienzo en el Torneo de Apertura 2017 el 29 de julio contra el Herediano. Espinoza entró de cambio al inicio del segundo tiempo por Felipe Núñez y el marcador se consumió empatado sin goles.
El 2 de septiembre de 2018, consiguió su primera anotación sobre San Carlos en la derrota de visita por 2-3. El 27 de enero de 2019, Kevin marcó un doblete ante el Cartaginés que definió el triunfo de 2-3 en el Estadio "Fello" Meza.

### C. S. Herediano
El 24 de mayo de 2019, Espinoza regresa al Herediano para disputar el Torneo de Apertura.

### Guadalupe F. C.
El 20 de agosto de 2019, Espinoza y el guardameta Juan Ignacio Alfaro se incorporaron a Guadalupe para concluir el Torneo de Apertura, esto tras el intercambio que realizó el Herediano ante el fichaje de Luis Torres. Después de esta competencia, se acordó que Kevin permanecería en el equipo guadalupano para las siguientes temporadas.
El 18 de mayo de 2021, se hizo oficial la salida de Espinoza del club.

### Deportivo Saprissa
El 31 de mayo de 2021, el Deportivo Saprissa informó el fichaje de Kevin por un periodo de tres años. Fue presentado en conferencia de prensa el 7 de junio, portando la dorsal «5».
Debutó en el Torneo de Apertura 2021 el 24 de agosto en el partido de local frente a Jicaral, donde completó la totalidad de los minutos de la victoria por 4-0. El conjunto morado finalizó la competencia con el subcampeonato. Espinoza contabilizó trece presencias y 831 minutos de acción.
El 16 de enero de 2022, enfrentó su primer partido por el Torneo de Clausura, en el compromiso que cayó su equipo por 1-2 de local contra San Carlos. El jugador gozó de la totalidad de los minutos.

## Selección nacional

### Categorías inferiores
El 29 de noviembre de 2017, Espinoza entró en la lista oficial de dieciocho jugadores del entrenador Marcelo Herrera, para enfrentar el torneo de fútbol masculino de los Juegos Centroamericanos, cuya sede fue en Managua, Nicaragua, con el representativo de Costa Rica Sub-21. Quedó como suplente en el primer juego del 5 de diciembre, contra Panamá en el Estadio Nacional. El único tanto de su compañero Andy Reyes al 66' marcó la diferencia para el triunfo por 1-0. Para el compromiso de cuatro días después ante El Salvador, el defensa alcanzó la totalidad de los minutos mientras que el resultado se consumió empatado sin goles. Los costarricenses avanzaron a la etapa eliminatoria de la triangular siendo líderes con cuatro puntos. El 11 de diciembre volvió al banco de suplentes en la victoria de su país 1-0 —anotación de Esteban Espinoza— sobre el anfitrión Nicaragua, esto por las semifinales del torneo. La única derrota de su grupo se dio el 13 de diciembre, por la final frente a Honduras (1-0), quedándose con la medalla de plata de la competencia.
El 6 de julio de 2018, se anunció el llamado de la selección Sub-21 dirigida por Marcelo Herrera para conformar la nómina que le haría frente al torneo de fútbol de los Juegos Centroamericanos y del Caribe, lista en la cual Espinoza quedó dentro del selecto grupo. Estuvo en el banquillo el 20 de julio en el Estadio Romelio Martínez de Barranquilla contra el anfitrión Colombia, donde se dio la derrota por 1-0. Dos días después pero en el mismo escenario deportivo, alcanzó la totalidad de los minutos en la primera victoria de 3-2 sobre Trinidad y Tobago. Tras el nuevo revés dado el 24 de julio ante Honduras con marcador de 1-2, su selección quedó eliminada en fase de grupos y ocupó el tercer lugar de la tabla.
El 15 de julio de 2019, Kevin fue convocado por Douglas Sequeira en la selección Sub-23 para jugar la eliminatoria al Preolímpico de Concacaf. Dos días después fue su debut frente a Guatemala en el Estadio Doroteo Guamuch Flores, donde el futbolista apareció como titular con la dorsal «4» y el resultado se consumió en victoria por 0-3. A pesar de la derrota dada el 21 de julio por 0-2 en la vuelta en el Estadio Morera Soto, su combinado logró clasificarse al torneo continental.
El 10 de marzo de 2021, Espinoza fue incluido en la lista final del entrenador Douglas Sequeira, para enfrentar el Preolímpico de Concacaf. El 18 de marzo quedó como suplente frente a Estados Unidos en el Estadio Jalisco, donde se dio la derrota por 1-0. Tres días después asumió nuevamente un lugar en el banquillo para el revés 3-0 ante México en el Estadio Akron. Este resultado dejó fuera a la selección costarricense de optar por un boleto a los Juegos Olímpicos de Tokio. El 24 de marzo debutó en la competencia y jugó los últimos diecisiete minutos del triunfo de trámite por 5-0 sobre República Dominicana.

#### Participaciones en inferiores
| Evento                                    | Sede      | Resultado      |
| ----------------------------------------- | --------- | -------------- |
| Juegos Centroamericanos 2017              | Nicaragua | Subcampeón     |
| Juegos Centroamericanos y del Caribe 2018 | Colombia  | Fase de grupos |
| Preolímpico de Concacaf de 2020           | México    | Fase de grupos |

### Selección absoluta
El 4 de octubre de 2019, recibió la primera convocatoria en la Selección de Costa Rica dirigida por Ronald González para enfrentar la Liga de Naciones de la Concacaf. En los dos primeros partidos quedó en la lista de reserva.
El 8 de noviembre de 2019, Espinoza fue incluido en la lista de González para finalizar la etapa de grupos del torneo continental. Aunque estuvo fuera de la nómina en el primer juego frente a Curazao, pudo formar parte de la suplencia en el empate 1-1 contra Haití.
El 23 de enero de 2020, entró en la nómina de la selección con el motivo de efectuar un fogueo en fecha no FIFA. Para el compromiso del 1 de febrero contra Estados Unidos (derrota 1-0), Kevin no logró su debut al quedarse en el banquillo.

## Estadísticas

### Clubes
Actualizado al último partido jugado el 19 de junio de 2022.
| C. S. Uruguay de Coronado Costa Rica |               |               |     |   |   |   |   |    |     |   |
| 1.ª | 2015-16       | 5             | 0   | — | — | — | — | 5  | 0   |   |
| Total club | Total club    | 5             | 0   | — | — | — | — | 5  | 0   |   |
| Belén F. C. Costa Rica |               |               |     |   |   |   |   |    |     |   |
| 1.ª | 2016-17       | 8             | 0   | — | — | — | — | 8  | 0   |   |
| Total club | Total club    | 8             | 0   | — | — | — | — | 8  | 0   |   |
| Guadalupe F. C. Costa Rica |               |               |     |   |   |   |   |    |     |   |
| 1.ª | 2017-18       | 25            | 0   | — | — | — | — | 25 | 0   |   |
| 1.ª | 2018-19       | 38            | 4   | — | — | — | — | 38 | 4   |   |
| Total club | Total club    | 63            | 4   | — | — | — | — | 63 | 4   |   |
| C. S. Herediano Costa Rica |               |               |     |   |   |   |   |    |     |   |
| 1.ª | 2019          | 1             | 1   | — | — | — | — | 1  | 1   |   |
| Total club | Total club    | 1             | 1   | — | — | — | — | 1  | 1   |   |
| Guadalupe F. C. Costa Rica |               |               |     |   |   |   |   |    |     |   |
| 1.ª | 2019-20       | 25            | 0   | — | — | — | — | 25 | 0   |   |
| 1.ª | 2020-21       | 21            | 2   | — | — | — | — | 21 | 2   |   |
| Total club | Total club    | 46            | 2   | — | — | — | — | 46 | 2   |   |
| Deportivo Saprissa Costa Rica |               |               |     |   |   |   |   |    |     |   |
| 1.ª | 2021-22       | 32            | 0   | 0 | 0 | 3 | 0 | 35 | 0   |   |
| Total club | Total club    | 32            | 0   | 0 | 0 | 3 | 0 | 35 | 0   |   |
| Total carrera | Total carrera | Total carrera | 155 | 7 | 0 | 0 | 3 | 0  | 158 | 7 |
| (1) Incluye datos de la Supercopa de Costa Rica (2020). (2) Incluye datos de la Liga Concacaf (2021) / Liga de Campeones de la Concacaf (2022). (3) No incluye goles en partidos amistosos. |               |               |     |   |   |   |   |    |     |   |

## Palmarés

### Títulos nacionales
| Título                  | Club               | País       | Año  |
| ----------------------- | ------------------ | ---------- | ---- |
| Supercopa de Costa Rica | Deportivo Saprissa | Costa Rica | 2021 |